# Аэрофлотская улица (Москва)
Аэрофло́тская у́лица (название с 1968 года, по другим данным с 1972 года) — улица в Западном административном округе города Москвы на территории района «Внуково». Пролегает с юго-запада на северо-восток от Большой Внуковской улицы до Центральной улицы Внуково. Нумерация домов ведётся от Центральной улицы Внуково.

## Происхождение названия
Улица названа в честь авиакомпании «Аэрофлот».

## Примечательные здания и сооружения

### По нечётной стороне
- № 1/7 — Совет Ветеранов Войны и Труда района Внуково.
- № 3 — Срочная регистрация недвижимости, ТСЖ Аэрофлотская, 3.

### По чётной стороне
- № 4 — Продуктовый магазин, Qiwi — платёжный терминал.
- № 4Б — Внуковские бани.
- № 6 — Алекс и К.
- № 8 — ГБУ Жилищник района Внуково, Магазин Олюба, Магазин колбас «Сетунь».
- № 10/13 — Парикмахерская.